# Casiodoro de Reina

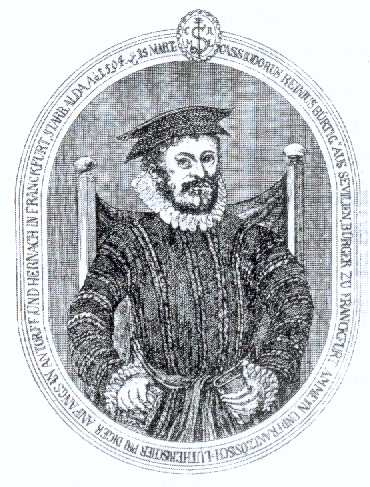
Casiodoro de Reina

Casiodoro de Reina oder de Reyna (* um 1520 in Sevilla; † 15. März 1594 in Frankfurt am Main) war ein evangelischer Theologe, der (vermutlich zusammen mit einigen anderen) die Bibel ins Spanische übersetzte.

## Leben
Reina wurde um 1520 geboren. Von Jugend auf beschäftigte er sich mit der Bibel. Er war Mönch des Hieronymiten-Klosters von San Isidoro del Campo außerhalb Sevillas (Monasterio jerónimo de San Isidoro del Campo de Sevilla). In dieser Zeit kam er mit dem Luthertum in Kontakt und wurde Anhänger der Reformation. Als er in den Verdacht der Inquisition wegen reformatorischer Tendenzen geriet, floh er 1557 mit über einem Dutzend anderer Mönche. Zunächst ging er zu Johannes Calvin nach Genf, doch dort fand er nicht den erhofften Zufluchtsort. Im Jahr 1558 erklärte Reina, dass Genf ein „neues Rom“ geworden sei, und verließ es.
Reina reiste 1559 nach London. Dort diente er den geflüchteten spanischen Protestanten als Pastor, 1562 wurde er Pastor der anglikanischen Kirche, und er heiratete. Doch König Philipp II. von Spanien übte Druck aus, sandte Spione und setzte Kopfgeld aus, um seine Auslieferung zu erreichen.
In Sevilla wurde (im April 1562) von der Inquisition ein Auto de Fé veranstaltet, in welchem das Bild Casiodoros verbrannt wurde. Die Werke Reinas und seiner Kollegen wurden auf den Index der verbotenen Bücher gesetzt und Cassiodoro de Reina wurde zum „Häresiarchen“ (d. h. zum geistigen Kopf von Häretikern) erklärt.
Reina ging etwa 1563 nach Antwerpen, wo er mit den Autoren der Polyglott-Bibel zusammentraf. Im April 1564 ging er schließlich nach Frankfurt, wo er sich mit seiner Familie niederließ.
Reina übersetzte heimlich das Buch des Calvinkritkers Sebastian Castellion, De haereticis, an sint persequendi (deutsch: Über Häretiker und ob man sie verfolgen darf), in welchem die Exekutionen „für Gewissengründe“ verdammt werden und in dem die ursprüngliche christliche Ablehnung für diese Praxis dokumentiert wird.
Während seines Exils in den verschiedenen Städten Frankfurt, London, Antwerpen, Orléans und Bergerac, finanziert durch verschiedene Quellen (wie es auch bei Juan Pérez de Pineda der Fall war), begann er mit der Übersetzung der Bibel ins Spanische. Dabei verwendete er unterschiedlichste Werke als Textquellen. Die Übersetzung des Alten Testaments basierte auf dem hebräischen masoretischen Text. Als Sekundärquelle scheint er die Ferrara Bible auf Ladino und die Vetus Latina stark verwendet zu haben. Die Übersetzung des Neuen Testaments basierte auf dem griechischen Textus Receptus. Für das Neue Testament waren die Übersetzungen von Francisco de Enzinas und Juan Pérez de Pineda eine große Hilfe. Auch hier verwendete er die Vetus Latina. Daneben verwendete er wohl auch syrische Manuskripte.
Seine Bibel veröffentlichte er 1569 in der Schweiz. Es wurde darüber spekuliert, dass seine Bibelübersetzung, die die Basis für die Reina-Valera-Bibel legte, ein Kompositionswerk (also eine Zusammensetzung) der verbannten Isidorengemeinde war, also erstellt von verschiedenen Händen, mit Reina als Erstem unter ihnen.

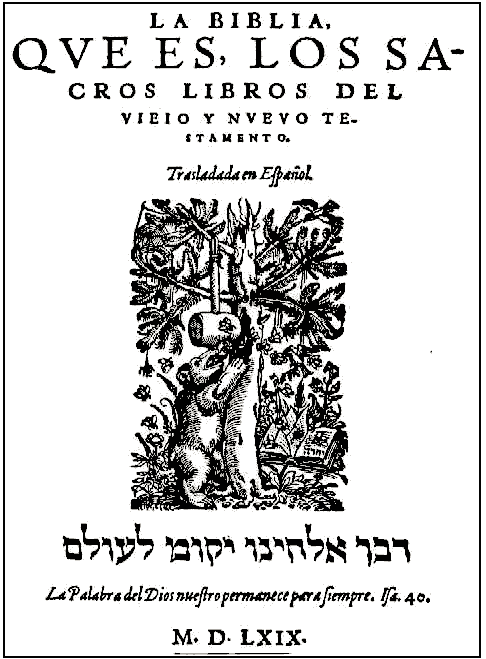
Biblia del oso, Basel 1569.

Im Juli 1570 zog de Reina mit seiner Ehefrau und den Söhnen zurück an die Stadt am Main. De Reina wurde am 16. August 1571 als Bürger der Stadt Frankfurt am Main aufgenommen. Mit ihrem neuen Bürgerrecht bezog die Familie zeitweise das Haus Braunfels am Liebfrauenberg, das sich bis 1578 im Besitz des Tuchhändlers Augustin Legrand befand. Zur Ernährung seiner Familie, wie schon in Basel, trieb er Seidenhandel und war als Buchhändler tätig. Hierzu hatte er 1577 ein Lager im Haus zum Groll in der Mainzer Gasse angemietet. Allmählich schloss er sich ganz den Lutheranern an. Um das Jahr 1580 ließ er einen Katechismus in Anlehnung an den lutherischen in französischer, holländischer und lateinischer Sprache erscheinen. Ferner übersetzte er für den Drucker Nicolaus Bassée spanische Werke.
Seine Beziehungen zur Französisch-reformierte Kirche waren zunächst schwierig, so war der Gemeindevorstand, der zunächst Erkundigungen über de Reina und dessen Vorstellungen zur Moral und kirchlichen Lehre aus Genf und London einholte, zunächst zurückhaltend. Später nahm man ihn aber in die Gemeinde auf, wo er auf französisch und möglicherweise auch auf Spanisch predigte.
Er starb 1594 in Frankfurt.

## Reginaldus Gonsalvius Montanus
Reina schrieb wahrscheinlich das erste große Buch gegen die Inquisition: Sanctae Inquisitionis hispanicae artes aliquot detectae, ac palam traductae (deutsch: Einige Künste der Heiligen Inquisition). Der spanische Titel lautet: Algunas artes de la Santa Inquisición española. Reina versuchte, sein Buch in Basel und in Straßburg drucken zu lassen. Die Behörden dieser Städte untersagten ihm dies jedoch auf Grund der spanischen Truppenbewegungen nach Flandern. Das Buch wurde im Jahre 1567 in Heidelberg unter dem Pseudonym Reginaldus Gonsalvius Montanus („Reginaldo Gonsalvio Montano (authore)“) gedruckt. Ab und zu wird Antonio del Corro, ein ehemaliger Schüler Casiodoro de Reinas, als Verfasser des Buches genannt. Gerd Schwerhoff schreibt zur Verfasserschaft des Buches: „Die Frage, wer sich hinter Reginaldus Gonsalvius Montanus verbarg, hat in der historischen Forschung eine lebhafte und im Grunde immer noch nicht abgeschlossene Kontroverse entfacht. ... Die Forschung scheint insgesamt eher der Meinung von Carlos Gilly zuzuneigen, Casiodoro de Reina sei der Autor, wenn auch eine Doppelautorschaft nicht ausgeschlossen wird derart, dass Casiodoro de Reina das Buch verfasste, Antonio del Corro dazu aber viele Insiderinformationen beisteuerte.“ Bereits ein Jahr nach dem ersten Heidelberger Druck 1567 erschienen zwei englische Übersetzungen und eine französische Übersetzung. Die erste deutsche Version erschien 1569 und wurde ebenfalls in Heidelberg gedruckt. Insgesamt lassen sich 18 Ausgaben im frühneuzeitlichen Europa nachweisen, darunter drei verschiedene niederländische Übersetzungen und eine ungarische Übersetzung. Schwerhoff urteilt über den Traktat: „Es handelt sich dabei um eine wohlgelungene Mischung aus Tatsachenschilderung, propagandistischer Zuspitzung und spiritueller Überhöhung, der es gelang, zentrale Begriffe für die Stigmatisierung der Inquisition zu lancieren.“

## Werke
Neben seiner spanischen Bibelübersetzung veröffentlichte er noch weitere Werke:
- Confessión de Fe cristiana (hecha por ciertos fieles españoles, los cuales, huyendo los abusos de la Iglesia Romana y la crueldad de la Inquisición de España, dexaron su patria, para ser recibidos de la Iglesia de los fieles, por hermanos en Christ). London, ca. 1560 - Reprint: Confessión de fe Christiana. The Spanish Protestant Confession of Faith. Exeter, 1988, herausgegeben von A. Gordon Kinder
- Sanctae Inquisitionis hispanicae artes aliquot detectae, ac palam traductae. Heidelberg, 1567, unter dem Pseudonym: Reginaldus Gonsalvio Montanus; der spanische Titel lautet: Algunas artes de la Santa Inquisición española; (auf Englisch: Some arts of Holy Inquisition und auf Deutsch: Einige Künste der Heiligen Inquisition)
- La Biblia que e los Sacros libros del Vieio y Nuevo Testamento,.. Transladada en Espanol. Basel, 1569
- Evangelium Ioannis. Frankfurt am Main, 1573; herausgebracht auf Lateinisch; im spanischen Titel: Comentarios a los Evangelios de Juan y Mateo
- Expositio primae partis capitis quaarti Matthaei. Frankfurt am Main, 1573; Holländische Übersetzung von Florentius de Bruin, Dordrecht, 1690; herausgebracht auf Lateinisch; im spanischen Titel: Comentarios a los Evangelios de Juan y Mateo
- Sisto de SIEN (Sixtus Senensis): Bibliotheca sancta á F. Sixto Senensi ex praecipuis catholicae ecclesiaeauthoribus collecta. Frankfurt am Main, 1575
- Confessio ion articulo de coena. Antwerpen, 1579
- Catechismus, Hoc est: Brevis instructio de praecipius capitisbus christianae doctrinae, per quaestiones & responsiones, m pro Ecclesia Antwerpiensi quae Confessionem Augustanam profitetur. Antwerpen, ca. 1580; herausgebracht auf Lateinisch, französisch und holländisch; der spanische Titel: Catecismo
- Estatutos para la sociedad de ayuda a los pobres y perseguidos, in Frankfurt.
- Exposión de la primera parte del capitulo cuarto de San Mateo sobre las tentaciones de Cristo, herausgegeben von Carlos López Lozano. Madrid, 1988